# Pio Buck
Pio Buck (Hochdorf, 22 de julho de 1883 — Porto Alegre, 21 de agosto de 1972) foi um sacerdote jesuíta suíço naturalizado brasileiro.
Em 1908, o jovem Pio chegou ao Colégio Anchieta, na capital gaúcha. Em 1913, ele retornou à Europa para concluir seus estudos. Durante a Primeira Guerra Mundial, Buck trabalhou como enfermeiro em um hospital de sangue. Em 1917, recebeu a ordem sacerdotal e retornou ao Brasil. No mesmo ano concebeu o Museu Anchieta de Ciências Naturais, dentro do Colégio Anchieta. Em 1922, o padre Pio assumiu a direção do museu, substituindo o padre Júlio Poether.
Por cerca de sessenta anos, o sacerdote dedicou-se à coleção de insetos, que coletava em locais como Pareci Novo, Itapiranga, Salvador do Sul, Vila Oliva, Morro do Sabiá, São Francisco de Paula (todas localidades do Rio Grande do Sul) e Santa Catarina). Tal coleção, com mais de cem mil exemplares, tornou-se um grande acervo entomológico.
Além de seu trabalho no museu, o padre Pio Buck dedicou-se aos detentos da Casa de Correção, perto da Usina do Gasômetro, rezando missas aos domingos.